# Bethel Leslie
Jane Bethel Leslie (New York, 3 agosto 1929 – New York, 28 novembre 1999) è stata un'attrice statunitense.

## Biografia
Ha iniziato a recitare all'inizio degli anni cinquanta.
È stata sposata dal 1953 al 1964 con il regista Andrew McCullough, da cui ha avuto una figlia, Leslie.
Morì di cancro a 70 anni, nel 1999, nello stesso anno in cui prese parte a uno dei suoi ultimi lavori cinematografici, Le parole che non ti ho detto.

## Filmografia parziale

### Cinema
- La trappola del coniglio (The Rabbit Trap), regia di Philip Leacock (1959)
- Capitan Newman (Captain Newman, M.D.), regia di David Miller (1963)
- Smania di vita (A Rage to Live), regia di Walter Grauman (1965)
- I cospiratori (The Molly Maguires), regia di Martin Ritt (1970)
- Old Boyfriends - Il compagno di scuola (Old Boyfriends), regia di Joan Tewkesbury (1979)
- Ironweed, regia di Héctor Babenco (1987)
- Le parole che non ti ho detto (Message in a Bottle), regia di Luis Mandoki (1999)
- L'escluso (Uninvited), regia di Carlo Gabriel Nero (1999)

### Televisione
- Lights Out – serie TV, episodio 4x19 (1951)
- The Philip Morris Playhouse – serie TV, episodio 1x22 (1954)
- Maverick – serie TV, episodio 2x09 (1958)
- Climax! – serie TV, episodio 4x25 (1958)
- Ricercato vivo o morto (Wanted: Dead or Alive) – serie TV, episodio 1x24 (1959)
- The Texan – serie TV, episodio 1x31 (1959)
- Pony Express – serie TV, episodio 1x09 (1959)
- L'uomo e la sfida (The Man and the Challenge) – serie TV, episodi 1x03-1x34 (1959-1960)
- June Allyson Show (The DuPont Show with June Allyson) – serie TV, episodio 1x17 (1960)
- Hong Kong – serie TV, episodio 1x12 (1960)
- Carovana (Stagecoach West) – serie TV, episodio 1x04 (1960)
- Thriller – serie TV, episodi 1x02-1x21 (1960-1961)
- Bus Stop – serie TV, episodio 1x01 (1961)
- Avventure in paradiso (Adventures in Paradise) – serie TV, episodi 2x17-2x35 (1961)
- The Investigators – serie TV, episodio 1x06 (1961)
- Follow the Sun – serie TV, episodio 1x05 (1961)
- Scacco matto (Checkmate) – serie TV, episodi 1x22-2x28 (1961-1962)
- Ben Casey – serie TV, 2 episodi (1961-1963)
- Gli uomini della prateria (Rawhide) – serie TV, episodio 4x13 (1962)
- Corruptors (Target: The Corruptors) – serie TV, episodio 1x35 (1962)
- Have Gun - Will Travel – serie TV, episodio 6x29 (1963)
- Il virginiano (The Virginian) – serie TV, 2 episodi (1963-1969)
- Selvaggio west (The Wild Wild West) – serie TV, episodio 4x17 (1969)
- Ai confini dell'Arizona (The High Chaparral) – serie TV, episodio 2x24 (1969)